# Vaktsystem

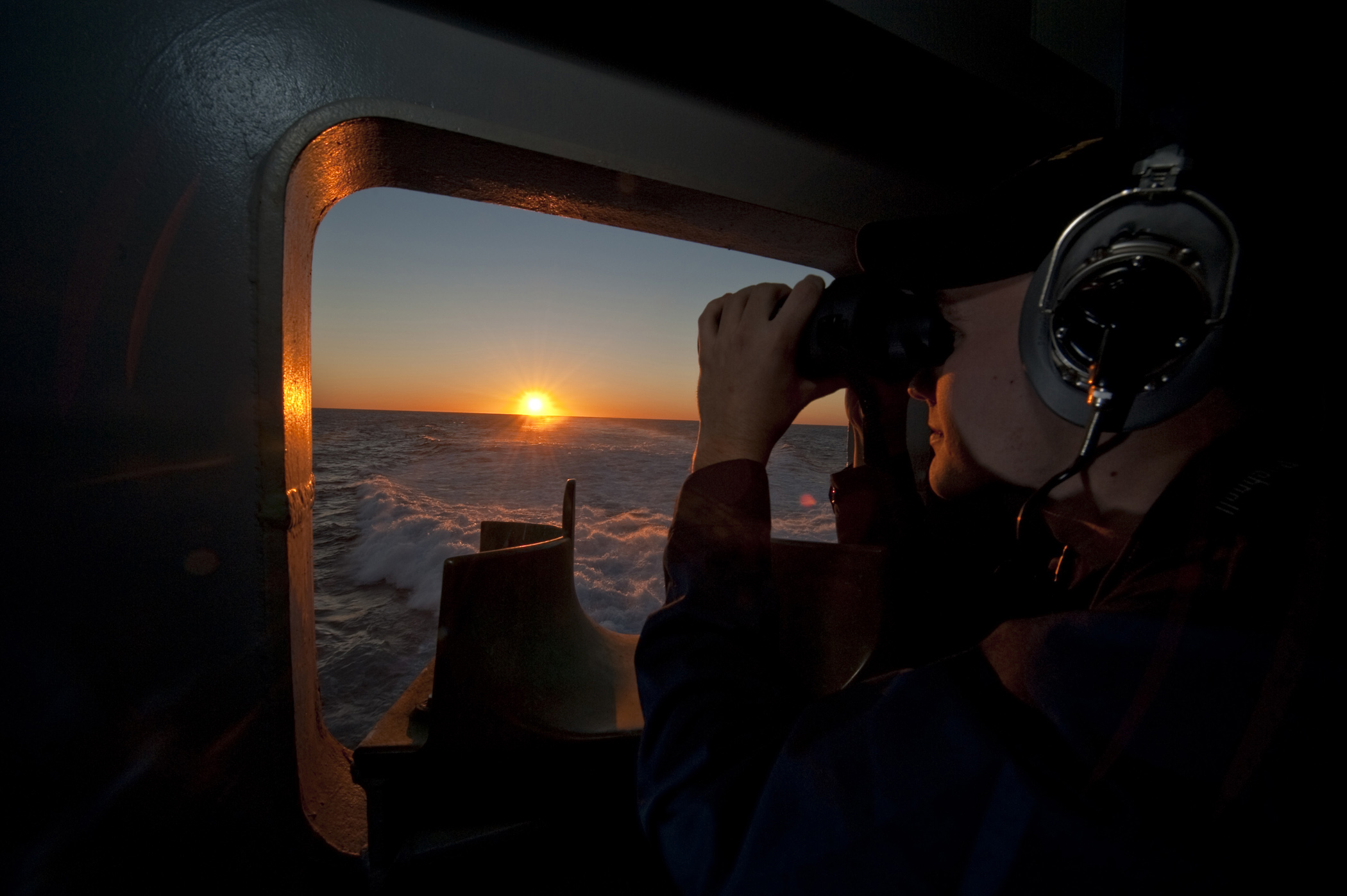
En utkik på USS George H.W. Bush

Vaktsystem finns ombord på handelsfartyg när besättningen är indelad i vakter enligt ett vaktsystem. Detta för att alla viktiga poster skall vara bemannade dygnet om.
Sådana uppgifter kan vara:
- Styrman
- Utkik
- Rorgängare
- Maskinist

Det vanligaste är att besättningen går s.k. 4-8 vakt. Det innebär att varje person har vakt 4 timmar och därefter 8 timmar vila före nästa 4 timmarspass osv. Dessa vakter är normalt 00-04, 04-08, 08-12, 12-16, 16-20, 20-24.
Alternativt kan besättningen gå s.k. 6 om 6 vakt vilket innebär 6 timmar vakt och 6 timmar vila.
Normalt 00-06, 06-12, 12-18, 18-24. Detta förekommer normalt endast på mindre fartyg.